# Rajya Praja Sammelan
Rajya Praja Sammelan var ett politiskt parti i Sikkim grundat efter Indiens självständighet 1947. Praja Sammelan (Folkkonferensen) förespråkade en union med Indien och gorkhabefolkningen i norra Västbengalen. År 1960 gick Praja Sammelan samman med Dorjees Sikkim National Congress.